# Comuna Kil
Kil (Kils kommun) este o comună din comitatul Värmlands län, Suedia, cu o populație de 11.810 locuitori (2013).

## Geografie

### Zone urbane
Lista celor mai mari zone urbane din comună (anul 2015) conform Biroului Central de Statistică al Suediei:
| Nr | Zona urbană    | Pop.  |
| -- | -------------- | ----- |
| 1  | Kil            | 7.627 |
| 2  | Östra Stenåsen | 493   |
| 3  | Fagerås        | 449   |
| 4  | Högboda        | 334   |

## Demografie
| \| Evoluția demografică în comuna Kil, 1970–2015 \| Evoluția demografică în comuna Kil, 1970–2015 \| Evoluția demografică în comuna Kil, 1970–2015 \| Evoluția demografică în comuna Kil, 1970–2015 \| Evoluția demografică în comuna Kil, 1970–2015 \| \| ----------------------------------------------------------------------------------------------------- \| --------------------------------------------- \| --------------------------------------------- \| --------------------------------------------- \| --------------------------------------------- \| \| An \| \| \| Locuitori \| \| \| 1970 \| 1970 \| \| 8292 \| 8292 \| \| 1975 \| 1975 \| \| 9965 \| 9965 \| \| 1980 \| 1980 \| \| 11171 \| 11171 \| \| 1985 \| 1985 \| \| 11432 \| 11432 \| \| 1990 \| 1990 \| \| 12221 \| 12221 \| \| 1995 \| 1995 \| \| 12205 \| 12205 \| \| 2000 \| 2000 \| \| 11912 \| 11912 \| \| 2005 \| 2005 \| \| 11813 \| 11813 \| \| 2010 \| 2010 \| \| 11706 \| 11706 \| \| 2015 \| 2015 \| \| 11802 \| 11802 \| \| Sursa: SCB - Statistika Centralbyrån, Folkmängd efter region, civilstånd, ålder och kön. År 1968–2016 \| \| \| \| \| |      |  |           |       |
| Evoluția demografică în comuna Kil, 1970–2015 |      |  |           |       |
| An |      |  | Locuitori |       |
| 1970 | 1970 |  | 8292      | 8292  |
| 1975 | 1975 |  | 9965      | 9965  |
| 1980 | 1980 |  | 11171     | 11171 |
| 1985 | 1985 |  | 11432     | 11432 |
| 1990 | 1990 |  | 12221     | 12221 |
| 1995 | 1995 |  | 12205     | 12205 |
| 2000 | 2000 |  | 11912     | 11912 |
| 2005 | 2005 |  | 11813     | 11813 |
| 2010 | 2010 |  | 11706     | 11706 |
| 2015 | 2015 |  | 11802     | 11802 |
| Sursa: SCB - Statistika Centralbyrån, Folkmängd efter region, civilstånd, ålder och kön. År 1968–2016 |      |  |           |       |